# Paramito papallacta
Espèce
Paramito papallacta est une espèce d'araignées aranéomorphes de la famille des Hahniidae.

## Distribution
Cette espèce est endémique de la province de Napo en Équateur,. Elle se rencontre sur le Páramo de Papallacta.

## Description
Le mâle holotype mesure 2,44 mm et la femelle paratype 1,90 mm.

## Systématique et taxinomie
Cette espèce a été décrite par Dupérré et Tapia en 2024.

## Étymologie
Son nom d'espèce lui a été donné en référence au lieu de sa découverte, le Páramo de Papallacta.

## Publication originale
- Dupérré & Tapia, 2024 : « First record of the family Hahniidae in Ecuador with description of thirteen new species and three new genera (Araneae: Hahniidae). » Taxonomy, vol. 4, no 1, p. 53-111 (texte intégral).